# میدوی، پریش وایبرت، لوئیزیانا
میدوی (به انگلیسی: Midway) یک منطقهٔ مسکونی در ایالات متحده آمریکا است که در پریش وبستر، لوئیزیانا واقع شده‌است. میدوی ۷۹٫۸۶ متر بالاتر از سطح دریا قرار دارد.